# Mary Peters (atletinja)
Mary Elizabeth Peters, angleška atletinja, * 6. julij 1939, Halewood, Lancashire, Anglija, Združeno kraljestvo.
Nastopila je na poletnih olimpijskih igrah v letih 1964, 1968 in 1972, ko je dosegla uspeh kariere z osvojitvijo naslova olimpijske prvakinje v peteroboju. V tej disciplini je osvojila še četrto mesto leta 1964 in deveto leta 1968. Na igrah Skupnosti narodov je osvojila dve zlati medalji v peteroboju ter zlato in srbenje medaljo v suvanju krogle.